# 豊田謙二
豊田 謙二（とよだ けんじ、1948年 - ）は、日本の社会福祉学者、焼酎評論家、熊本学園大学シニア客員教授。

## 略歴
1980年名古屋大学大学院経済学研究科博士課程単位取得満期退学、2005年「質を保障する時代の公共性 ドイツの環境政策と福祉政策 」で博士（アドミニストレーション）号取得（熊本県立大学）。鹿児島経済大学助教授、鹿児島国際大学(校名変更)教授、1992年福岡県立大学人間社会学部教授、2007年熊本学園大学社会福祉学部教授、2018年同シニア客員教授。NPO福祉用具ネット理事長、NPO法人ふくおか自然環境保護協会理事長。社会福祉学、公共政策。

## 著書
- 『薩摩焼酎紀行 民の生活と文化』高城書房出版 1991
- 『質を保障する時代の公共性 ドイツの環境政策と福祉政策』ナカニシヤ出版 2004
- 『南のくにの焼酎文化』高城書房 2005
- 『九州・沖縄食文化の十字路』築地書館 2009
- 『一人ひとりの社会福祉』ナカニシヤ出版 2011
- 『認知症の人と創るケアの世界 日本とドイツの試み』ナカニシヤ出版 2015

### 共編著・監修
- 『転換期の東アジア グローバル化とサービス化の動向』佐々木武夫共編 ナカニシヤ出版 1998
- 『南のくにのまちづくり』中嶋充洋共編 高城書房出版 1991
- 『企業と社会の境界変容 組織の原理と社会形成』小柳公洋,岡村東洋光共編著 ミネルヴァ書房 (Minerva現代経済学叢書  1999
- 『地域福祉と介護保険』高橋信行共編 ナカニシヤ出版 2002
- 『九州宝御膳物語 おいしい郷土料理大事典』監修 西日本新聞社 2006
- 『「宅老所よりあい」解体新書』黒木邦弘共著 雲母書房 2009
- 『ウェルビーイングからの生活環境づくり』編 ナカニシヤ出版 (熊本学園大学付属社会福祉研究所社会福祉叢書  2010
- 『九州発本格焼酎新時代 グローバル時代への挑戦』中野元, 境章, 野間重光共著 西日本新聞社 2012

### 翻訳
- ウルズラ・シュム=ガーリンク『労働・組織・支配 批判理論としての労働社会学』岡村東洋光、久間清俊共訳 ユニテ 1983

## 論文
- ＜豊田謙二